# Коалиција за укидање ропства и трговине људима
Коалиција за укидање ропства и трговине људима (скраћено CAST од назива на енглеском језику Coalition to Abolish Slavery and Trafficking) је организација за борбу против трговине људима са сједиштем у Лос Анђелесу. Кроз правне, друштвене и услуге заступања, CAST помаже у рехабилитацији преживелих од трговине људима, подиже свијест и утиче на законодавство и јавну политику у вези са трговином људима.
CAST је основан 1998. као одговор на знаменити случај тајландског ропства у фабрици одјеће у Ел Монтију из 1995. године у којем су 72 тајландска имигранта била приморана да раде у условима сличним робовима 18 сати дневно, док су били затворени у Ел Монтију, предграђу Лос Анђелеса. Жртвама је плаћено око 69 центи на сат, а наплаћивале су им огромне износе за основне потрепштине, осигуравајући да никада неће моћи да отплате свој првобитни дуг својим трговцима људима и да остану под њиховом контролом. Случај је изазвао покривање националне штампе и довео питање модерног ропства и трговине људима у главне медије. Године 1997. др Катрин МакМахон, професорка на Државном универзитету Калифорније, Лонг Бич, покренула је пројекат Жене жртве трговине људима. Ово је прерасло у CAST, који је званично почео да постоји 1998. године.
CAST дефинише трговину људима као "савремени облик ропства", у којем су жртве подвргнуте сили, превари или принуди у сврху присилног рада или сексуалне експлоатације. Жртве трговине људима могу да раде у домаћинству, фабрикама, фармама, ресторанима, градилиштима, хотелском домаћинству, ропским браковима, присилној проституцији, дјечијој проституцији и дјечјој порнографији.
Према њиховој веб страници, CAST је предводио многе догађаје у покрету против трговине људима. Они су прва организација у Сједињеним Државама која је искључиво посвећена пружању услуга жртвама трговине људима и били су кључни у покретању Оперативне групе за ропство и трговину људима у Лос Анђелесу (сада под називом Метрополитанска радна група за трговину људима у Лос Анђелесу), прве радне групе у САД посвећене борби против трговине људима. Године 2004., CAST је отворио прво склониште у земљи у којем се налазе искључиво преживјели од трговине људима.

## Услуге
Наведена мисија CAST-а је да „помаже особама којима се тргује у сврху присилног рада и праксе сличне ропству и ради на окончању свих случајева кршења људских права.“ Организација фаворизује приступ усредсређен на преживјеле, а своју мисију остварује тако што пружање три главне услуге: заговарање и изградња коалиција, програми услуга клијентима и домет.
- Заговарање и изградња коалиција – Кроз заговарање и изградњу коалиције, CAST води кампању да утиче на јавну политику и законе који се односе на питање трговине људима. CAST је партнер са другим невладиним организацијама и организацијама за спровођење закона, како би подстакао кооперативни приступ борби против трговине људима.

CAST је утицао на законе о борби против трговине људима, укључујући Закон о поновном одобрењу за заштиту жртава трговине људима (скраћено TVPRA од енгл. назива the Trafficking Victims Protection Reauthorization Act) из 2008. године и закон СБ 1569 Калифорније из 2006. године, који омогућава жртвама трговине људима који нису држављани да добију приступ социјалним услугама које финансира држава до једну годину.
- Услуге за клијенте – CAST-ове услуге за клијенте су дизајниране да задовоље потребе жртава трговине људима и укључују правно заступање, социјалне услуге као што су обука за посао, савјетовање, обука о животним вјештинама и обезбјеђивање хране и склоништа. CAST је покренуо прво склониште у САД у којем су искључиво смјештени преживјели од трговине људима.[7]

- Домет – CAST-ови програми за информисање подижу јавну свест о постојању трговине људима – фокусирајући се на то како идентификовати жртве трговине људима, и „осигурати да ће бити третиране као жртве, а не као илегални странци или чак криминалци“. CAST пружа обуку за полицију, пружаоце здравствених и социјалних услуга, адвокате, владине и верске организације.[8]

## Савјетодавни одбор за преживјеле
CAST-ов савјетодавни клуб за преживјеле се састоји од бивших клијената CAST-а који су се излијечили од ситуације трговине људима. Чланови посланичке групе организују се да јавно говоре како би подигли свијест о трговини људима и залагали се за промјене политике. Чланови Клуба учествовали су на Конференцији гувернера граница 2008. године, коју је предводила прва дама Калифорније Марија Шрајвер.

## Приступ
CAST подржава активизам ниског ризика. Они не подстичу активисте да сами преузму на себе задатак да „спасавају жртву“. CAST заузима став да се то може показати опасним за жртву(е) и/или појединце(е) који су укључени. Умјесто тога, они подстичу појединце да се укључе тако што постају волонтери, залажући се за укидање модерног ропства, подржавајући CAST и друге иницијативе за борбу против трговине људима кроз догађаје, акције и кампање прикупљања средстава, и пријављивање потенцијалног случаја трговине људима позивањем органа за спровођење закона, CAST или националној телефонској линији за трговину људима (1.888.3737.888).

## Партнери
CAST је помогао покретање Freedom Network USA, националног пројекта обуке и техничке помоћи, уз финансирање Канцеларије за пресељење избјеглица Министарства здравља и људских служби. Од 2009. године, у овој мрежи има 29 организација чланица из цијелог САД.
Локално, CAST је партнер са Радном групом за трговину људима Los Angeles Metropolitan Area Task Force on Human Trafficking, Southern California Partners for Social Justice, Sex Trafficking Outreach Project (STOP), Rescue and Restore Regional Outreach Program и Sweat Free Advisory Group.
На међународном плану, CAST је партнер са Humanity United Action Group, организацијом која води кампању против масовних злочина и модерног ропства, чији чланови укључују Free the Slaves, Polaris Project, Solidarity Center, the Ricky Martin Foundation, Not for Sale Campaign, ASSET campaign, Carlson Companies, Vital Voices и Међународна мисија правде.

## Статистика
- 27 милиона људи је данас поробљено широм свијета.[12]
- Сваке године се између 600.000 и 800.000 жртава тргује преко међународних граница, не укључујући процјењене милионе тргованих у земљи унутар њихових земаља.[13]
- Трговина људима је индустрија вриједна 9 милијарди долара.[14]
- Трговина људима је на другом мјесту, послије кријумчарења дроге и везивања са оружјем, у активностима организованог криминала, и представља најбрже растући злочиначки подухват у 21. вијеку.[15]
- Око 50.000 мушкараца, жена и дјеце прокријумчари се у САД сваке године.
- САД су једна од три прве дестинације за жртве трговине људима, заједно са Јапаном и Аустралијом.
- Лос Анђелес је једна од три највеће тачке уласка у САД за жртве ропства и трговине људима.

## Легислатива
Трговина људима је предмет све веће националне пажње, што је изазвало законе на државном и савезном нивоу. У наставку су наведени неки кључни закони донесени за борбу против трговине људима и подршку жртвама.
- Закон о заштити жртава трговине људима и насиља из 2000. (САД) – Ово је најсвеобухватнији закон САД до сада који се бави трговином људима. Између осталог, закон дозвољава жртвама да се пријаве за Т-визе, које омогућавају привремени боравак од три године који може довести до статуса сталног боравка.[16]
- Закони о поновном одобравању заштите жртава трговине људима из 2003, 2005. и 2008. (САД) – Ови закони су побољшали заштиту жртава трговине људима, од којих су се неке суочиле са „ненамјерним препрекама“ да могу легално да остану у САД, и покренуле су ревизије и допуне закона везано за спречавање трговине људима и кривично гоњење трговаца људима.[17]
- Скупштински закон 22 (Lieber) и Предлог закона 180 Сената (Kuehl) – Оба усвојена у Калифорнији 2006. године, овим законима је успостављена радна група на нивоу државе (Калифорнијски савез за борбу против трговине људима и ропства), чији је CAST члан. Између осталих аспеката, закон предвиђа обавезну реституцију и омогућава жртвама трговине људима да покрену грађанску тужбу против својих трговаца.[18]
- Приједлог закона 1569 Сената (Kuehl) – Овај закон који је ступио на снагу 2007. године, омогућава жртвама трговине људима приступ медицинским, социјалним услугама и програмима готовинске помоћи које финансира држава до једне године.

## Укљученост
CAST има свеобухватан, али селективан волонтерски програм, који пружа обуку и едукацију о најбољим праксама за рад са жртвама трговине људима.

## Садашњи и бивши чланови одбора
- Sr. Catherine Marie Kreta, CSJ
- Kevin R. Davis
- Rachel J. Lee
- Sal Varela
- Dr. Kathryn McMahon
- Chancee Martorell
- Julie Thompson
- Keely O'Callaghan
- Molly Rhodes
- Liliana T. Pérez
- Kay Buck